# Oscar De Somville
Oscar Charles De Somville (Gante, 19 de agosto de 1876-Gante, 30 de agosto de 1938) fue un deportista belga que compitió en remo.
Participó en dos Juegos Olímpicos de Verano en los años 1900 y 1908, obteniendo dos medallas, plata en París 1900 y plata en Londres 1908. Ganó doce medallas en el Campeonato Europeo de Remo entre los años 1900 y 1909.

## Palmarés internacional
| Juegos Olímpicos   | Juegos Olímpicos          | Juegos Olímpicos  | Juegos Olímpicos   |
| Año                | Lugar                     | Medalla           | Prueba             |
| ------------------ | ------------------------- | ----------------- | ------------------ |
| 1900               | París (Francia)           | Medalla de plata  | Ocho con timonel   |
| 1908               | Londres (Reino Unido)     | Medalla de plata  | Ocho con timonel   |
| Campeonato Europeo |                           |                   |                    |
| Año                | Lugar                     | Medalla           | Prueba             |
| 1900               | París (Francia)           | Medalla de oro    | Cuatro con timonel |
| 1900               | París (Francia)           | Medalla de oro    | Ocho con timonel   |
| 1900               | París (Francia)           | Medalla de plata  | Dos con timonel    |
| 1901               | Zúrich (Suiza)            | Medalla de oro    | Ocho con timonel   |
| 1902               | Estrasburgo (Francia)     | Medalla de oro    | Dos con timonel    |
| 1902               | Estrasburgo (Francia)     | Medalla de oro    | Ocho con timonel   |
| 1902               | Estrasburgo (Francia)     | Medalla de bronce | Cuatro con timonel |
| 1906               | Pallanza (Italia)         | Medalla de oro    | Ocho con timonel   |
| 1907               | Estrasburgo (Francia)     | Medalla de oro    | Ocho con timonel   |
| 1908               | Lucerna (Suiza)           | Medalla de oro    | Ocho con timonel   |
| 1908               | Lucerna (Suiza)           | Medalla de plata  | Cuatro con timonel |
| 1909               | Juvisy-sur-Orge (Francia) | Medalla de plata  | Cuatro con timonel |